# Анна Луиза фон Шьонбург-Валденбург
Анна Луиза фон Шьонбург-Валденбург (на немски; * 19 февруари 1871, Хермсдорф при Дрезден; † 7 ноември 1951, дворец Зондерсхаузен) е принцеса от Шьонбург-Валденбург и чрез женитба последната княгиня на Шварцбург-Рудолщат (1891 – 1925) и Шварцбург-Зондерсхаузен (1909 – 1918) до края на монархията в Германия на 23 ноември 1918 г.

## Биография
Тя е дъщеря на принц Георг фон Шьонбург-Валденбург (1828 – 1900) и съпругата му принцеса Луиза фон Бентхайм-Текленбург (1844 – 1922), дъщеря на принц Адолф фон Бентхайм-Текленбург-Реда (1804 – 1874) и принцеса Анна Ройс-Шлайц-Гера (1822 – 1902). Сестра е на Херман фон Шьонбург-Валденбург (1865 – 1943) и Улрих Георг (1869 – 1939).
Анна Луиза няма право да се омъжи за първата си любов граф Пюклер, студентски приятел на брат ѝ Херман. Тя се омъжва на 9 декември 1891 г. в Рудолщат за първия ѝ братовчед княз Гюнтер Виктор фон Шварцбург-Рудолщат (* 21 август 1852; † 16 април 1925), единствен син на принц Адолф фон Шварцбург-Рудолщат (1801 – 1875) и принцеса Матилда фон Шьонбург-Валденбург (1826 – 1914), дъщеря на княз Ото Виктор I фон Шьонбург (1785 – 1859) и принцеса Текла фон Шварцбург-Рудолщат (1795 – 1861. Те имат мъртвородено дете (*/† 3 септември 1892, Рудолщат). От мъка тя си отрязва късо косата.
Гюнтер Виктор е болен и последният регент на двете княжества до Ноемврийската революция 1918 г., абдикира на 22 ноември 1918 г. Нейният съпруг я определя за единствена наследница. През 1942 г. вдовицата Анна Луиза фон Шьонбург-Валденбург осиновява племенника си Вилхелм фон Шьонбург-Валденбург (1913 – 1944), също и синът му Улрих (* 1940).
През 1945 г. Анна Луиза е национализирана, но има право да остане да живее до смъртта си в двореца резиденция в Зондерсхаузен. През 1949 г. тя е жител на ГДР.
Умира на 80 години на 7 ноември 1951 г. в дворец Зондерсхаузен.

## Галерия
- Княз Гюнтер Виктор фон Шварцбург-Рудолщат
- Дворец резиденция в Зондерсхаузен